# Coronavirus bovin
forme
Le coronavirus bovin (en anglais : bovine coronavirus, abrégé en BCV ou BCoV) est un coronavirus membre de l'espèce betacoronavirus 1,. Il provoque des gastroentérites chez les jeunes veaux non immunisés chez qui il peut contribuer à l'émergence de complications pneumoniques. Chez l'adulte, il est à l'origine de dysenteries d'hiver. Il possède une distribution mondiale et infecte aussi bien les bovins domestiques que sauvages.

## Virologie
Le BCoV possède une similarité de 95 % avec le coronavirus humain OC43 (HCoV-OC43) et de 93 % avec le virus de l'encéphalomyélite hémagglutinante porcine. D'après une étude publiée en 2006, ces trois souches auraient divergé au XIXe siècle, tandis que toutes les lignées existantes de BCoV descendrait d'un dernier ancêtre commun actif dans les années 1940.
Un article des mêmes auteurs donne une date de divergence probable entre le BCoV et le HCoV-OC43 autour de l'année 1890, ce qui conduit les auteurs à émettre l'hypothèse qu'il pourrait être la cause de la pandémie de « grippe » de 1889-1890.

## Signes cliniques et diagnostic
Les veaux infectés sont en général âgés d'une semaine à trois mois. Les symptômes gastro-intestinaux incluent les diarrhées, la déshydratation, la perte de poids et l'anorexie. Les symptômes respiratoires se manifestent par un écoulement nasal séreux à purulent. Les symptômes empirent en cas de surinfection bactérienne.
Les adultes sont le plus souvent asymptomatiques sauf en cas de dysenterie d'hiver, qui touche le bétail en cette saison. Ces dernières provoquent des diarrhées et une importante perte de production de lait.
Le diagnostic peut se faire par étude de l'historique et des signes cliniques. Un diagnostic définitif nécessite une analyse des selles ou des tissus au microscope électronique ou avec la méthode ELISA.
Un test d'inhibition de l'hémagglutination peut être utilisé pour déterminer la souche du virus.

## Traitement et contrôle
Le traitement est symptomatique. La maladie peut être contrôlée grâce à la vaccination des vaches gravides ce qui permet la production d'anticorps diffusés dans le colostrum. L'hygiène et l'aération des étables permettent aussi de réduire l'incidence de la maladie.